# Пещеров, Андрей Иванович
Андрей Иванович Пещеров (род. 5 апреля 1976, Липецк) — российский футболист, игрок в мини-футбол и пляжный футбол. Тренер.
Первый наставник — директор липецкой школы № 46 заслуженный учитель России Серафим Шмаров. Воспитанник СДЮШОР липецкого «Металлурга». За «Металлург» играл в 1993—1999 годах. Победитель зонального турнира второй лиги / второго дивизиона (1996, 2002), серебряный призёр первой лиги (1997). Первую половину сезона-1997 провёл в команде третьей лиги «Локомотив» Елец. Играл во втором дивизионе за «Елец» (2002) и «Металлург» Выкса (2003).
В сезонах 2003/04 — 2005/06 играл во второй по силе лиге — высшей — в первенстве России по мини-футболу за «Евроцемент» / «Липецк».
В чемпионате России по пляжному футболу выступал за «Липецк» / «Прогресс». В 2016 году играл за сборную Липецкой области в отборочном турнире зоны «Черноземье» Кубка России.
Тренер «Прогресса» в 2008—2009 годах.
Главный тренер команды чемпионата Липецкой области по мини-футболу Управления железнодорожного транспорта УЖДТ (2013, 2014).
С апреля 2018 года — главный тренер мини-футбольного клуба ЛЗГТ.